# Ateneu Agrícola de Lavern

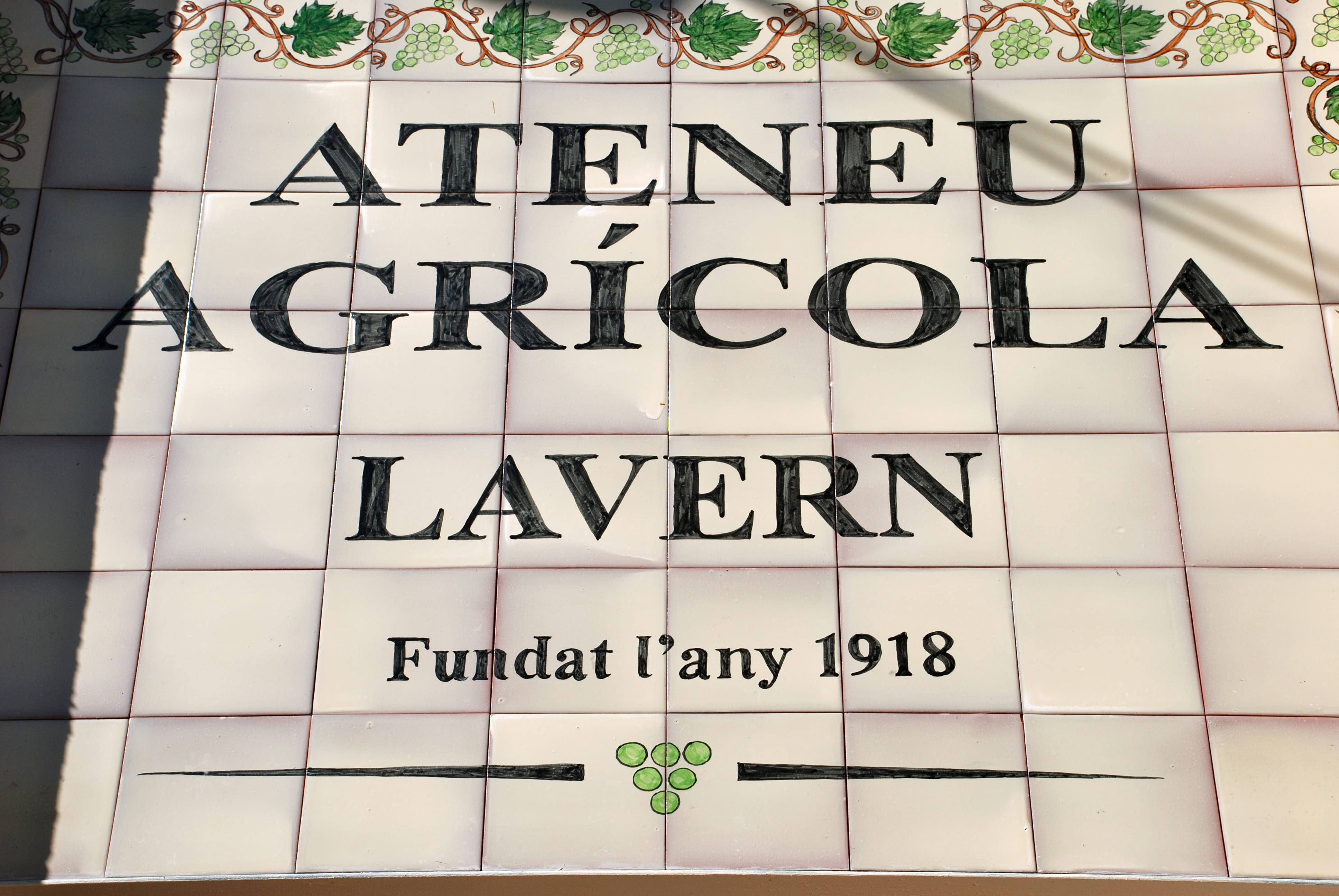
Placa de l'Ateneu

L'Ateneu Agrícola de Lavern és l'associació cultural dels veïns de Lavern, al municipi de Subirats, a l'Alt Penedès. Fundat el 23 de juliol de l'any 1918. Dos dies després es van adquirir la seu social de l'associació que es manté fins a l'actualitat.
Forma part de la Federació d'Ateneus de Catalunya. L'Ateneu es dedica a promocionar la cultura del poble i proporciona un espai de lleure tant per als veïns que en són socis com per als visitants.
Des de l'Ateneu es fomenten moltes de les activitats culturals de Lavern. El millor exemple és la Festa Major, que té lloc l'últim cap de setmana de juny i que, a diferència del que és normal a molts de municipis de Catalunya, s'organitza íntegrament per la Junta de l'Ateneu, és a dir, pels veïns i veïnes del poble. També s'organitzen les festes de Carnaval, les festes de Maig, la festa del Most i els actes Nadalencs.
L'Ateneu s'organitza entorn de la Junta. Aquesta està formada per sis famílies del poble per un període de dos anys. D'aquesta manera tots els socis en formen part cada cert temps.
Periòdicament l'Ateneu publica la seva revista informativa anomenada El Serral, nom que ve de la muntanya del municipi de Subirats de 271 metres que està davant d'aquest poble penedesenc.

## Història
El 13 de gener de 1924 es va donar permís a la Societat de Rabassaires perquè tinguessin el seu domicili social al Cafè. Durant la II República, l'any 1932 un enfrontament entre els pagesos i el propietari de Can Bas per la collita d’avellanes va acabar amb la intervenció de la Guàrdia Civil. El setmanari satíric El Bé Negre va fer escarni dels fets.
Durant la Guerra Civil, Lavern va ser ocupat el 22 de gener de 1939. La Sala de l’Ateneu, va ser utilitzada com a caserna per allotjar una petita guarnició de soldats. Amb l'ocupació franquista es tanca l'entitat i es nomena una comissió gestora. L'Església cobra un paper protagonista durant la Dictadura, organitzant activitats com el futbol i la bitlla catalana.
L'any 2009 s'inicià la primera fase de la remodelació del local anomenat "El Cafè" el qual es va fer completament nou. L'Ateneu també compta amb un teatre, anomenat "la Sala" plenament operatiu però pendent d'una futura remodelació.

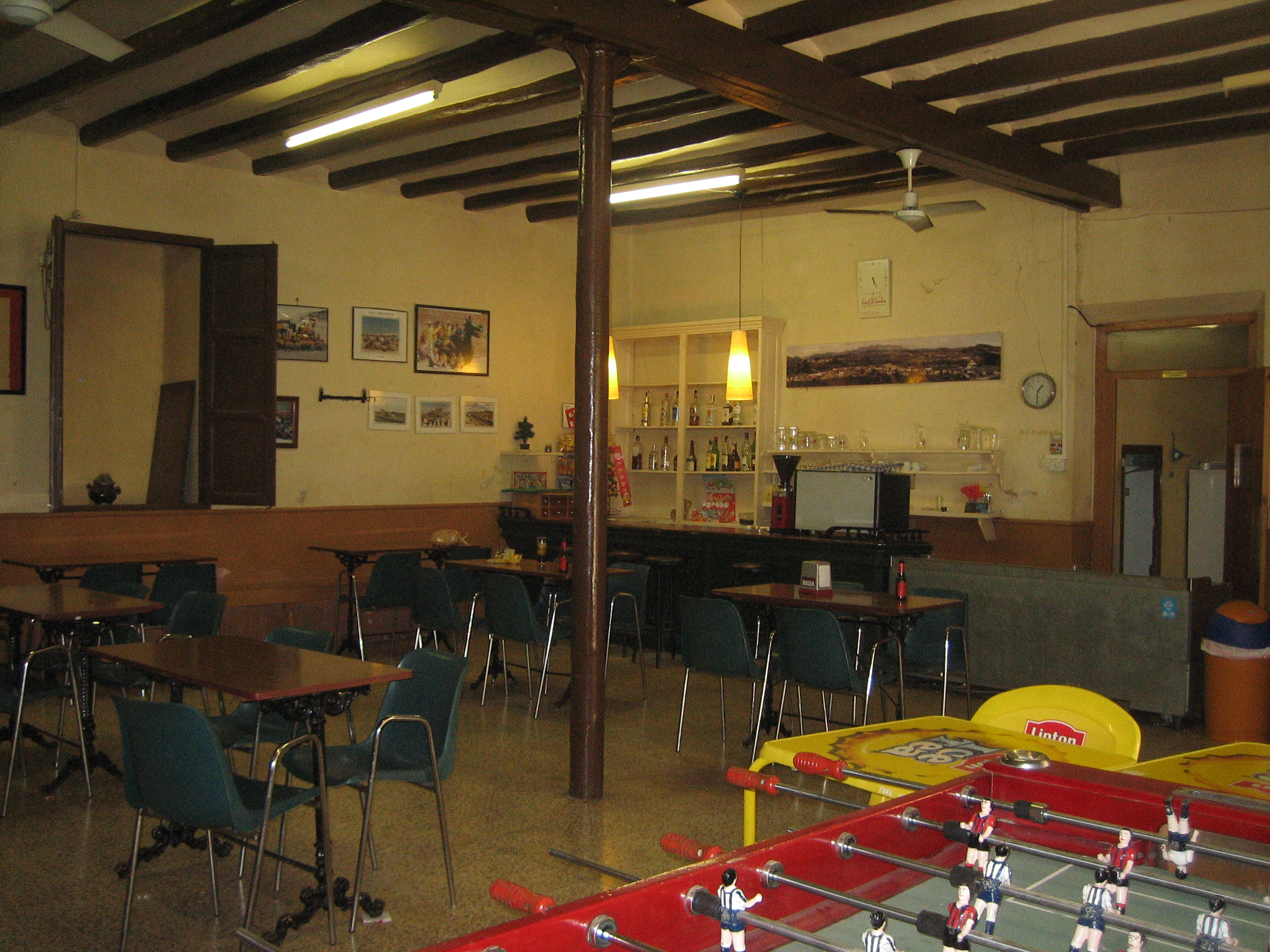
Interior del cafè de l'Ateneu abans de la seva remodelació el 2009.